# Ney Sīāh
Ney Sīāh (persiska: نی سیاه) är en ort i Iran.   Den ligger i provinsen Khuzestan, i den centrala delen av landet, 500 km sydväst om huvudstaden Teheran. Ney Sīāh ligger 40 meter över havet och antalet invånare är 244.
Terrängen runt Ney Sīāh är platt. Runt Ney Sīāh är det ganska tätbefolkat, med 80 invånare per kvadratkilometer. Närmaste större samhälle är Shūshtar, 11,8 km nordost om Ney Sīāh. Omgivningarna runt Ney Sīāh är i huvudsak ett öppet busklandskap.